# میلکی رنچ (آریزونا)
میلکی رنچ (به انگلیسی: Milky Ranch) یک منطقهٔ مسکونی در ایالات متحده آمریکا است که در آریزونا واقع شده‌است. میلکی رنچ ۸۹۰ متر بالاتر از سطح دریا واقع شده‌است.